# Boga (Cameroun)
Pour les articles homonymes, voir Boga.
Boga est un village de la région du Centre du Cameroun, situé dans la commune de Dibang.

## Population et développement
En 1962, la population de Boga était de 250 habitants. La population de Boga était de 250 habitants dont 128 hommes et 122 femmes, lors du recensement de 2005.     